# جگوار ۲ (آلبوم)
جگوار ۲ (انگلیسی: Jaguar II) نخستین آلبوم استودیویی خواننده-ترانه‌سرای آمریکایی ویکتوریا مونه است که در ۲۵ اوت ۲۰۲۳ از طریق لاوت میوزیک و آرسی‌ای رکوردز منتشر شد. این آلبوم به‌وسیلهٔ سه تک‌آهنگ پشتیبانی شد: «اسموک»، «دختران مهمانی» با و «آن مای ماما».
این اثر، دومین و آخرین قسمت از مجموعهٔ جگوار مونه است. او نخست قصد داشت مجموعهٔ جگوار سه‌گانه‌ای از ئی‌پی‌ها در مورد انتشار نخستین قسمت جگوار باشد. سه آلبوم در نهایت گرد هم می‌آمدند تا نخستین آلبوم استودیویی او را تشکیل دهند. با این حال، به دلیل تأخیر بیش از حد انتظار جگوار ۲، این مجموعه به تنها دو پروژه کاهش یافت. در حمایت از جگوار و جگوار ۲، مونه تور جگوار را برگزار کرد.
در شصت و ششمین دوره جوایز گرمی، این آلبوم برنده دو بخش بهترین آلبوم آراندبی و بهترین آلبوم مهندسی، غیرکلاسیک شد.

## زمینه
در فوریه ۲۰۲۱ پس از انتشار ئی‌پی جگوار، مونه تک‌آهنگ «فاک» را به همراه یک موزیک ویدیو با درونمایه وسترن منتشر کرد. تقریباً در همان زمان، او دخترش هیزل مونه گینز را نیز به دنیا آورد. بعداً در همان سال، تک‌آهنگ «حرکت با دنده خلاص» (Coastin) به همراه یک موزیک ویدیوی همراه با حضور ریکی تامپسون منتشر شد. در ژوئن ۲۰۲۲، مونه «حرکت با دنده خلاص» را در بیست و دومین دوره پیش نمایش بت آواردز اجرا کرد و اعلام کرد که در حال کار بر روی دومین قسمت از سه‌گانه برنامه‌ریزی شده خود با عنوان جگوار ۲ است.

## تک‌آهنگ‌ها
در ۲۴ مارس ۲۰۲۳، مونه تک‌آهنگ اصلی آلبوم «کشیدن» (با حضور لاکی دایه) را منتشر کرد که همچنین نخستین ترانه جدید او از سال ۲۰۲۱ بود
سپس دومین تک آهنگ آلبوم «دختران مهمانی» (با حضور بوجو بنتون) در ۱۰ مه منتشر شد. علاوه بر این، ریمیکس دنس‌هال «دختران مهمانی» توسط مایکل برون در ۲۶ مه منتشر شد.
پس از تک‌آهنگ دوم، سومین تک‌آهنگ آلبوم «آن مای ماما» در ۱۶ ژوئن ۲۰۲۳ منتشر شد. موزیک ویدئوی این تک‌آهنگ در ۱۵ اوت ۲۰۲۳ به نمایش درآمد.

## بازخورد انتقادی
| بررسی جمعی      | بررسی جمعی  |
| منبع            | رتبه‌بندی    |
| --------------- | ----------- |
| انی‌دیسنت‌میوزیک؟ | ۷٫۷/۱۰      |
| متاکریتیک       | ۸۷/۱۰۰      |
| بررسی انتقادی   |             |
| منبع            | رتبه‌بندی    |
| آل‌میوزیک        | [ ۱۲ ]      |
| کلش             | ۸/۱۰        |
| فایننشال تایمز  | [ ۱۴ ]      |
| پیچفورک         | ۸٫۰/۱۰      |
| رولینگ استون    | [ ۱۶ ]      |
| نات‌نیوهیپ‌هاپ    | 4.5/5 ستاره |

جگوار ۲ مورد تحسین منتقدان موسیقی معاصر قرار گرفت. در متاکریتیک، وبگاهی که بررسی‌های آلبوم‌های موسیقی را جمع‌آوری می‌کند، این آلبوم بر اساس نقدهای منتقدان جریان اصلی، از ۸ نظر میانگین نمرهٔ ۸۷ از ۱۰۰ را دریافت کرد که نشان‌دهنده «تحسین همگانی» است.

## افتخارات
| سازمان           | سال  | دسته‌بندی                           | نتیجه    | منا.   |
| ---------------- | ---- | ---------------------------------- | -------- | ------ |
| جوایز موسیقی سول | ۲۰۲۳ | آلبوم سال                          | نامزدشده | [ ۱۷ ] |
| جوایز گرمی       | ۲۰۲۴ | بهترین آلبوم مهندسی‌شده، غیر کلاسیک | برنده    | [ ۱۸ ] |
| جوایز گرمی       | ۲۰۲۴ | بهترین آلبوم آراندبی               | برنده    | [ ۱۸ ] |
| جایزه ایمیج      | ۲۰۲۴ | آلبوم ممتاز                        | برنده    | [ ۱۹ ] |

### فهرست‌های پایان سال
| نشریه          | عنوان                             | رتبه | منا.   |
| -------------- | --------------------------------- | ---- | ------ |
| رولینگ استون   | ۱۰۰ آلبوم برتر سال ۲۰۲۳           | ۹    | [ ۲۰ ] |
| بیلبورد        | ۵۰ آلبوم برتر ۲۰۲۳: فهرست کارکنان | ۵    | [ ۲۱ ] |
| لس آنجلس تایمز | ۲۰ آلبوم برتر سال ۲۰۲۳            | ۱۱   | [ ۲۲ ] |
| رینگر          | ۲۷ آلبوم برتر سال ۲۰۲۳            | ۱۸   | [ ۲۳ ] |

## جدول‌ها
| جدول (۲۰۲۳)                                         | بالاترین جایگاه |
| --------------------------------------------------- | --------------- |
| آلبوم‌های دیجیتال بریتانیا (شرکت جدول‌های رسمی)       | ۵۷              |
| بیلبورد ۲۰۰ ایالات متحده                            | ۶۰              |
| آلبوم‌های آراندبی/هیپ‌هاپ برتر ایالات متحده (بیلبورد) | ۲۲              |